# 116. østlige længdekreds
Den 116. østlige længdekreds (eller 116 grader østlig længde) er en længdekreds, der ligger 116 grader øst for nulmeridianen. Den løber gennem Ishavet, Asien, det Indiske Ocean, Australasien, det Sydlige Ishav og Antarktis.